# Ivan Bebek
Ivan Bebek, né le 30 mai 1977 à Rijeka, est un arbitre croate de football, qui débuta en championnat croate en 2000 et est arbitre international depuis 2003. 

## Carrière
Il a officié dans des compétitions majeures : 
- Coupe du monde de football des moins de 17 ans 2007 (4 matchs)
- Coupe du monde de football des moins de 20 ans 2009 (3 matchs)